# Steve Smith (ishockeyspelare)
James Stephen "Steve" Smith, född 30 april 1963, är en brittisk–född kanadensisk före detta professionell ishockeyspelare som tillbringade 15 säsonger i den nordamerikanska ishockeyligan National Hockey League (NHL), där han spelade för ishockeyorganisationerna Edmonton Oilers, Chicago Blackhawks och Calgary Flames. Han producerade 375 poäng (72 mål och 303 assists) samt drog på sig 2 139 utvisningsminuter på 804 grundspelsmatcher. Han spelade även för Moncton Alpines och Nova Scotia Oilers i AHL och London Knights och Brantford Alexanders i OHL.
Han draftades i första rundan i 1981 års draft av Edmonton Oilers som 111:e spelare totalt.
Smith är en trefaldig Stanley Cup–mästare, där han vann samtliga tre med NHL–dynastin Edmonton Oilers för säsongerna 1986–1987, 1987–1988 och 1989–1990.
Smith var assisterande tränare för Calgary Flames mellan 1997 och 1998 och var talangscout hos Chicago Blackhawks mellan 2008 och 2010. Den 15 juli 2010 blev det offentligt att Steve Smith blev ny assisterande tränare åt Edmonton Oilers.